# Mühlensee (Kargow)
Der Mühlensee ist ein See auf dem Gebiet der Gemeinde Kargow im Landkreis Mecklenburgische Seenplatte in Mecklenburg-Vorpommern. Er liegt inmitten des Müritz-Nationalparks etwa anderthalb Kilometer nordwestlich des Kargower Ortsteils Speck. Sein Name leitet sich von einer Wassermühle ab, die vor 200 Jahren an seinem Westufer stand.

## Mühlenseerinne
Der Mühlensee ist Namensgeber einer eiszeitlichen Rinne am südlichen Rand der Endmoräne, die quer durch den Müritz-Nationalpark verläuft. Die Rinne ist etwa drei Kilometer lang und beginnt bei einem kleinen namenlosen See. Von dort verläuft sie nach Süden, wo sie in voller Breite vom Mühlensee eingenommen wird. Nach einem Richtungswechsel nach Osten folgt der deutlich kleinere Nietingsee, hinter dem sie sich nach Südosten wendet und bei Speck im rechten Winkel auf die Rieselwiese trifft, wo sie endet und ihr Wasser über einen Graben zum Hofsee führt.
Neben den Seen befanden sich in der Mühlenseerinne Niedermoore, durch die überschüssiges Wasser in tiefer gelegene Bereiche sickerte. Der Höhenunterschied zum nur durch einen schmalen Endmoränenabschnitt getrennten Specker See ermöglichte den Bau einer Wassermühle am Mühlensee durch den Bau eines Mühlengrabens. Dieser wurde auch nach dem Einstellen des Mühlenbetriebs zur Entwässerung des Gebiets offen gehalten, sodass der Wasserspiegel in der Mühlenseerinne weiterhin sank. Teile der Moore und Seen verlandeten, die angrenzenden Waldflächen dehnten sich aus.

## Heutige Situation

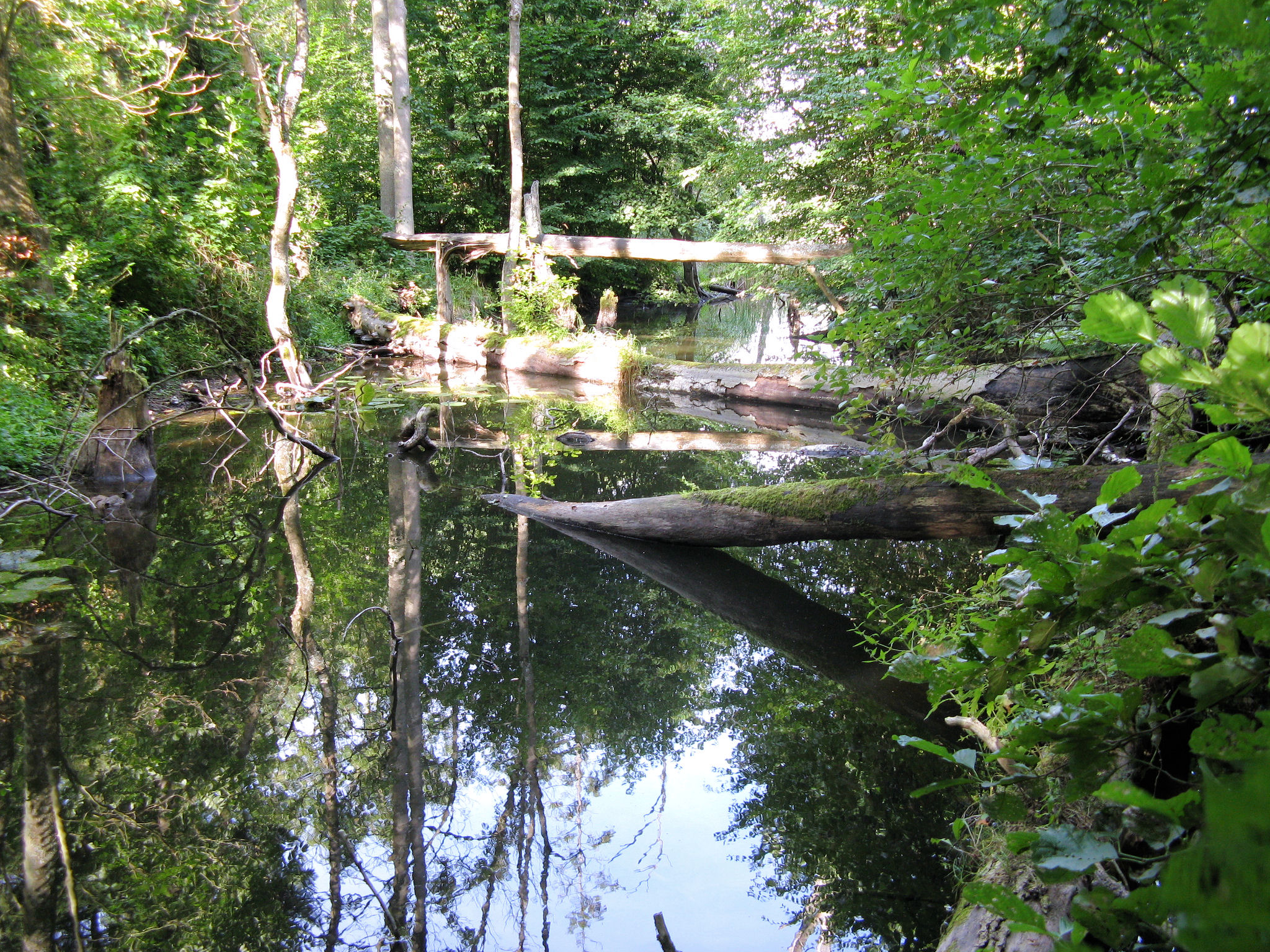
Der ehemalige Mühlengraben zum Specker See

Seit dem 1. Oktober 1990 liegt der Mühlensee im Müritz-Nationalpark. Der Nationalparkplan sah eine Wiedervernässung der Mühlenseerinne vor, indem der Mühlengraben 1993 verschlossen wurde. Seither ist der Wasserspiegel um rund einen Meter gestiegen, die Moore regenerierten sich und die Seeflächen weiteten sich aus. Der bis dahin vorrückende Wald starb ab, Baumstümpfe stehen seitdem im wieder größeren See.
Der Mühlensee besteht heutzutage aus einem ovalen Hauptbecken, an das nördlich ein deutlich kleineres, ebenfalls ovales Nebenbecken anschließt, von wo ihm Wasser zugeführt wird. Er hat eine Größe von ungefähr 20,7 Hektar mit einem Wasserspiegel auf 65 m ü. NHN. In nordwestlich-südöstlicher Richtung dehnt sich der See rund einen Kilometer bei einer maximalen Breite von 330 Metern aus. Durch den Übergang in die Moorflächen ist eine genaue Abgrenzung des Sees nicht möglich.
Mit Ausnahme seines Nordendes und der Niedermoorseite im Südosten ist er komplett von Wald umgeben. Am Südwestufer verläuft ein Rundwanderweg des Nationalparks von Speck kommend am Ufer entlang. Knapp dahinter verläuft die Straße von Kargow nach Speck, an der sich die Mühle befand.